# Проклятые: Противостояние
Sadako vs. Kayako (яп. 貞子 vs. 伽椰子 «Садако против Каяко») — японский фильм ужасов 2016 года, снятый режиссёром Кодзи Сираиси. Этот кроссовер эпопей «Проклятие» и «Звонок» является 12-м фильмом в обеих франшизах. Изначально был подан как первоапрельская шутка, но позже, 10 декабря 2015 года, было подтверждено, что будет реальное производство. Выпущен 18 июня 2016 года в Японии, без заявления о западном релизе. В российской локализации получил название «Проклятые: Противостояние». Он был выпущен в Северной Америке на потоковом сайте Shudder 26 января 2017 года. Он получил неоднозначные отзывы критиков.

## Сюжет
Социальный работник посещает подопечную и находит её мёртвой перед телевизором, сжимающей в руке ТВ-кабель, который был покрыт длинными чёрными волосами. В этот момент кассета в видеоплеере начинает воспроизводиться, и Садако Ямамура появляется в номере.
Видеоплеер позже был куплен студентками университета Юри и Нацуми, которые хотят переписать кассету на DVD. Любопытная Юри включает кассету, несмотря на протесты Нацуми, затем отвлекается на телефон, в то время как подруга заканчивает просмотр и получает звонок, где не слышит ничего, кроме странного звука. Дальше она видит призрак Садако. Девушки возвращаются в магазин, где они купили видеомагнитофон, и узнают, что одна сотрудница умерла от злополучного киносеанса два дня назад. Владельцы магазина также свидетельствуют о том, что видеоплеер принес соцработник, через пару дней найденный с перерезанным горлом.
Девочки приходят за помощью к Морисигэ, их профессору и автору книги о городских легендах. Юри даёт ему кассету, которую он смотрит, чтобы проверить подлинность. После телефонного звонка Mорисигэ сразу делает DVD-копию и пребывает в восторге, что он нашёл настоящее видео, тем самым подтвердив опасения подружек, что Нацуми будет убита проклятием менее чем за двое суток. Юри находит в книге сведения о том, что проклятие может миновать человека, если показать запись кому-то другому. Однако профессор говорит, что это не сработает с Нацуми, потому что именно Юри передала кассету ему. Позже он отвозит девушек в храм, в надежде, что жрица сможет больше рассказать им о Садако и проведении экзорцизма. Однако Садако убивает Морисигэ и жрицу за вмешательство, и ритуал не удаётся. В предсмертном вздохе жрица говорит девочкам найти человека с паранормальными способностями по имени Кэйдзо Токива, чтобы помочь им.
В унынии Нацуми обвиняет Юри во всём, та предлагает подруге помощь. Нацуми дает ей кассету и Юри смотрит, в надежде, что проклятие уйдёт. Кэйдзо появляется в сопровождении слепой девушки-экстрасенса Тамао и говорит Юри, что единственный способ навсегда избавиться от Садако — это столкнуть её с другим мстительным духом, чтобы уничтожить обеих.
Юри узнаёт, что Нацуми украла DVD Морисигэ и загрузила его в интернет, обрекая тысячи людей на мучения и распространяя вирус ещё дальше. Нацуми запирается и пытается покончить с собой, чтобы избежать насильственной смерти. Прежде чем она успевает умереть, появляется Садако и убивает её.
Тем временем у старшеклассницы Судзуки Такаги начинаются видения о том, что она в доме Саэки, который оказался по соседству после переезда. Она встречает Кэйдзо, и он предупреждает, чтобы та не входила в дом, иначе будет убита семейным проклятием. Потом она видит, как четверо мальчишек стояли там, заставив одного зайти. После встречи с Тосио он выходит и кидает камень в стоявших снаружи, чтобы заманить всех в дом, где все четверо и были убиты. Когда известие об их исчезновении дошло до Судзуки, она увидела одного из мальчиков. В тот же вечер девушка идёт в дом Саэки, чтобы найти пропавшего, но это оказывается Тосио. Кэйдзо появляется и отвлекает Каяко, что позволяет ему и Судзуке сбежать. По задумке, Юри и Судзука должны войти в дом Саэки, чтобы настроить телевизор и запустить проклятое видео. Тосио готовится убить своих жертв, но его затаскивают в телевизор длинные волосы Садако. Появляется Каяко и, хрипя, ползёт вниз по лестнице, Садако вылезает из телевизора, и призраки атакуют друг друга. Вопреки плану Кэйдзо, предполагавшему равенство сил призраков, Садако сразу демонстрирует себя как значительно более сильную сущность, одерживает верх над Каяко и опутывает её волосами, однако, как становится ясно позднее, будучи способной доминировать над Каяко, Садако не может (либо не хочет) уничтожить соперницу.
Все бегут к колодцу, где Кэйдзо рассказывает, что одна из девушек должна заманить призраков туда, пожертвовав собой, а другая запечатает их внутри. Юри прыгает, Садако и Каяко бросаются за ней, сталкиваясь, вызывают взрыв, превращаясь в огромную массу из плоти, волос и глаз. Нечисть падает и поглощает Юри, а Судзука быстро закрывает крышкой колодец. Тамао плачет, так как Кэйдзо был разорван пополам и погиб, защищая её от взрыва. Когда ужас вроде бы закончился, крышку вдруг срывает Юри, которой овладели Садако и Каяко, создавшие единое, многократно более могущественное и опасное существо, называемое Саяко. План Кэйдзо провалился, Саяко бросается на крик Судзуки, а Тосио, выбравшийся из телевизора, появляется за спиной Тамао, на этом возникает чёрный экран. Судьба остальных остаётся загадкой.
В послетитровой сцене показано, как уродливое тело призрака движется в сторону экрана. Человек теперь может быть проклят Саяко, либо посмотрев видео, либо войдя в дом Саэки, либо делая это одновременно.

## В ролях
- Мидзуки Ямамото[англ.] — Юри Курахаси/Саяко[англ.]
- Тина Taмасирo — Судзука Такаги
- Аими Сацукавa — Нацуми Уэно
- Масахиро Комото — Синъити Moрисигэ
- Масанобу Андо — Kэйдзо Токива
- Маи Кикути — Тамао
- Мисато Танака[англ.] — Фумико Такаги
- Масаёси Мацусима — Сукэмунэ Такаги
- Итируко Домэн — Хорю
- Руна Эндо — Каяко Саэки
- Элли Нанами — Садако Ямамура
- Ринтаро Сибамото — Тосио Саэки[англ.]

## О фильме
Несмотря на слухи, что Такако Фудзи повторит роль Каяко в кроссовере, актриса несколько раз заявляла в Твиттере, что она не сыграет перевоплощение персонажа. Мисаки Сэйсё, которая играла Каяко в фильмах «Проклятие: Начало конца» и «Дзю-он: Последнее проклятие», также не появляется в фильме, что делает Руну Эндо четвёртой актрисой (включая Айко Хориути), сыгравшей призрака.
Что касается Садако, Элли Нанами — седьмая актриса, после Риэ Ино («Звонок», «Звонок 2»), Хинако Саэки (фильм «Спираль»), Аянэ Миуры («Звонок: Полная версия»), Таэ Кимура («Звонок: Последняя глава», сериал «Спираль»), Юкиэ Накамы («Звонок 0: Рождение») и Аи Хасимото («Садако 3D») (не считая воплощений Самары Морган и Пак Ынсу).
Очередное продолжение «Звонка» и «Проклятия» было закономерным, поскольку на них снято большое количество ремейков. В результате проект, изначально презентованный как первоапрельская шутка, действительно идёт на большие экраны, повторяя судьбу таких кинолент, как «Фредди против Джейсона», «Годзилла против Мотры», «Чужой против Хищника». Режиссёром выступил Кодзи Сираиси, автор узкокультового фильма «Гротеск», запрещённого к показу в Великобритании за крайний цинизм и жестокость.

## Продвижение и маркетинг
На Twitter открылось голосование либо за Садако, либо за Каяко. Окончание было намечено на 17 июня 2016 года. На YouTube были загружены два видео для обращения к голосовавшим. В итоге выиграла Садако.
В конце мая 2016 года состоялась пресс-конференция. Как было раньше, на предыдущих фильмах, Садако, Каяко и Тосио остались верны своим ролям.
В начале июня призраки появились на бейсбольном матче японских команд «Хоккайдо Ниппон-Хэм Файтерс» и «Якульт Суоллоус», чтобы сделать ритуальный первый бросок.
Социальные сети также активно использовались для продвижения фильма. Аккаунт в Твиттере был повторно создан для Садако (в качестве поощрения за «Садако 3D»). В Instagram был создан аккаунт для Каяко и Тосио.
Что касается маркетинговой части, в Японии были выпущены различные сувениры (футболки, брелоки, маски, ручки, вешалки) и имело место сотрудничество с брендом Hello Kitty.

## Прием
Фильм получил неоднозначные отзывы. На веб-сайте-агрегаторе обзоров Rotten Tomatoes 48% из 21 отзыва критиков являются положительными со средней оценкой 5,4/10. Джон Сквайрс из Bloody Disgusting жаловался, что название было обманчивым: «Дело не только в том, что нужно слишком много времени, чтобы добраться до хороших вещей, а в том, что хороших вещей вообще никогда не бывает». Далее он заявил, что фильм просто неинтересен: «Похоже на перезагрузку «Звонка», грубо разбитую вместе с перезагрузкой «Проклятия», фильм едва ли объединяет две франшизы каким-либо творческим образом, и все это очень неуклюже; хуже. тем не менее, это невероятно скучно». Джо Липсетт, также пишущий для Bloody Disgusting, согласился, сказав, что «самый большой недостаток Садако против Каяко заключается в том, что требуется слишком много времени, чтобы заставить титулованных персонажей встретиться лицом к лицу… Даже повествовательные обручи, необходимые для создания две франшизы вместе не выдерживают критики!»
Более положительные отзывы включают Крис Александр, писавший для Comingsoon.net, который счел фильм «глупым, но интересным». Кэти Райф для The A.V. Club признал, что «против» в названии было недостаточно, но сказал: «Тем не менее, для поклонников японских ужасов, ищущих развлечение попкорном, или для поклонников западных ужасов, ищущих что-то другое, но знакомое, стоит удовлетворить свое любопытство на 98 минут».